# Süreyya Ayhan
Süreyya Ayhan (Turquía, 6 de septiembre de 1978) es una atleta turca, especialista en la prueba de 1500 m, en la que ha logrado ser subcampeona mundial en 2003.

## Carrera deportiva
En el Campeonato Europeo de Atletismo de 2002 ganó la medalla de oro en los 1500 metros, con un tiempo de 3:58.79 segundos, llegando a meta por delante de la rumana Gabriela Szabo y la rusa Tatyana Tomashova (bronce).
Al año siguiente, en el Mundial de París 2003 ganó la medalla de plata en los 1500 metros, con un tiempo de 3:59.04 segundos, llegando a la meta tras la rusa Tatyana Tomashova y por delante de la británica Hayley Tullett.